# Masters 1981
La edición 12 de la Tennis Masters Cup se realizó del 13 al 17 de enero del 1982 en Nueva York, Estados Unidos.

## Individuales

### Clasificados
- John McEnroe
- Eliot Teltscher
- Roscoe Tanner
- Jimmy Connors
- Ivan Lendl
- Vitas Gerulaitis
- Guillermo Vilas
- Jose-Luis Clerc

### Grupo A
| Resultados Round Robin-Win | Result-Res | -Winner-Winner-Winner-Win | -Score-Score-Score-Score |
| -------------------------- | ---------- | ------------------------- | ------------------------ |
| John McEnroe (USA)         | derrota a  | Roscoe Tanner (USA)       | 6–3, 6–2                 |
| John McEnroe (USA)         | derrota a  | Jimmy Connors (USA)       | 6–2, 7–5                 |
| Eliot Teltscher (USA)      | derrota a  | Roscoe Tanner (USA)       | 4–6, 6–1, 6–4            |
| Eliot Teltscher (USA)      | derrota a  | John McEnroe (USA)        | 6–4, 6–1                 |
| Roscoe Tanner (USA)        | derrota a  | Jimmy Connors (USA)       | 7–6, 6–7, 7–6            |
| Jimmy Connors (USA)        | derrota a  | Eliot Teltscher (USA)     | 7–5, 6–1                 |

### Grupo B
| Resultados Round Robin-Win | Result-Res | -Winner-Winner-Winner-Win | -Score-Score-Score-Score |
| -------------------------- | ---------- | ------------------------- | ------------------------ |
| Ivan Lendl (CZE)           | derrota a  | Vitas Gerulaitis (USA)    | 4–6, 7–5, 6–2            |
| Ivan Lendl (CZE)           | derrota a  | Guillermo Vilas (ARG)     | 6–4, 6–1                 |
| Ivan Lendl (CZE)           | derrota a  | Jose-Luis Clerc (ARG)     | Walkover                 |
| Vitas Gerulaitis (USA)     | derrota a  | Guillermo Vilas (ARG)     | 6–1, 6–4                 |
| Vitas Gerulaitis (USA)     | derrota a  | Jose-Luis Clerc (ARG)     | 7–6, 6–1                 |
| Guillermo Vilas (ARG)      | derrota a  | Jose-Luis Clerc (ARG)     | 6–1, 7–5                 |

| Resultados Etapa Final-Win | -Winner-Winner-Winner-Win | Result-Res | -Winner-Winner-Winner-Win | -Score-Score-Score-Score   |
| -------------------------- | ------------------------- | ---------- | ------------------------- | -------------------------- |
| Semifinal                  | Vitas Gerulaitis (USA)    | derrota a  | Eliot Teltscher (USA)     | 7-5 4-6 6-2                |
| Semifinal                  | Ivan Lendl (CZE)          | derrota a  | John McEnroe (USA)        | 6-4 6-2                    |
| Final                      | Ivan Lendl (CZE)          | derrota a  | Vitas Gerulaitis (USA)    | 6(5)-7 2-6 7-6 (6) 6-2 6-4 |

| Predecesor: 1980 | ATP World Tour Finals 1981 | Sucesor: 1982 |

- Datos: Q4016387